# Alexa Bliss
Alexis Cabrera (* 9. August 1991 in Columbus, Ohio als Alexis Kaufman), bekannt unter ihrem Ringnamen Alexa Bliss, ist eine US-amerikanische Wrestlerin. Sie steht aktuell bei der WWE unter Vertrag und tritt in deren Raw Brand auf. Ihre größten Erfolge sind der dreimalige Erhalt der WWE Women’s Championship und der zweimalige Gewinn der WWE SmackDown Women’s Championship. Sie ist die erste Wrestlerin, die die Titel beider Brands gewinnen konnte.

## Biografie

### Frühes Leben
Alexa Bliss hat italienische Wurzeln. Sie ist seit ihrem fünften Lebensjahr sportlich aktiv, unter anderem im Softball, Laufen, Kickboxen und Leichtathletik. Im Cheerleading erreichte sie im College den Division I Status. Zum Ausgleichen einer lebensbedrohlichen Essstörung begann sie mit Bodybuilding. Seit 2011 nahm sie am Arnold Classic teil.

### World Wrestling Entertainment (seit 2013)

#### NXT (2013–2016)
Kaufman unterschrieb im Mai 2013 einen Vertrag bei der WWE und wurde der Entwicklungsliga WWE NXT zugewiesen. In der NXT-Episode vom 24. Juli 2013 war sie zum ersten Mal auf Sendung, als sie der damaligen NXT Women’s Champion Paige zum Titelgewinn gratulierte. Ab August 2013 wurde sie auf WWE.com unter ihrem Ringnamen Alexa Bliss geführt. In der NXT-Episode vom 20. November 2013 war sie als Ringsprecherin zu sehen.
Ihren ersten Auftritt im Hauptroster der WWE hatte sie bei WrestleMania XXX am 6. April 2014, wo sie in Triple Hs Einmarsch zu sehen war. Den ersten Fernsehauftritt in einem Wrestling-Match hatte sie schließlich am 8. Mai 2014 bei NXT als Teilnehmerin im Turnier um die vakante NXT Women’s Championship. Sie besiegte Alicia Fox in der ersten Runde, verlor jedoch gegen Charlotte im Halbfinale.
Am 20. Mai 2015 schloss sich Kaufman bei NXT Takeover: Unstoppable den NXT Tag Team Champions Blake und Murphy an und fungierte fortan als deren Valet. Bei der NXT-Ausgabe vom 18. Mai 2016 wurde Kaufman von dem Team getrennt.

#### Hauptkader und Pause (2016–2023)

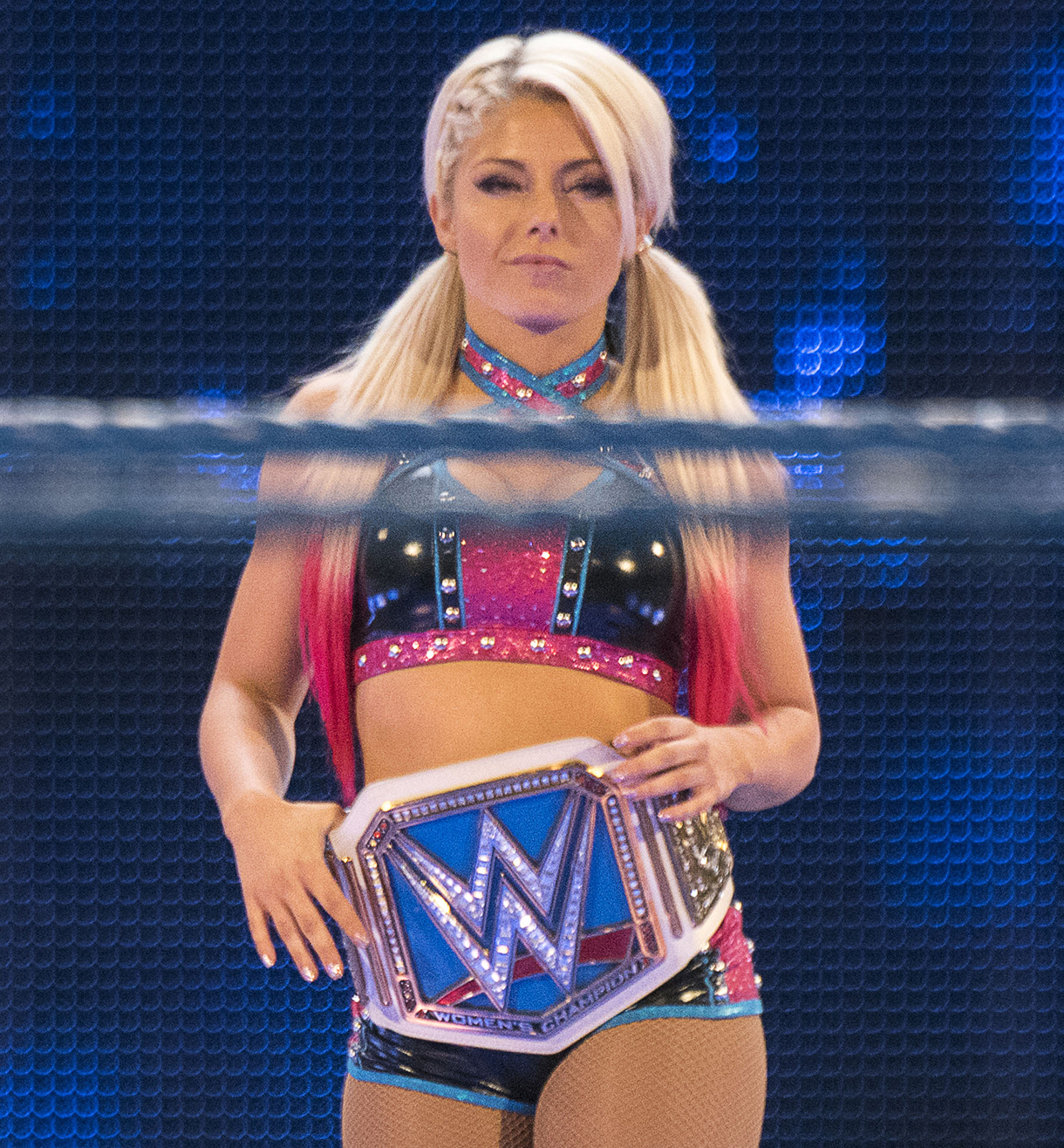
Bliss als SmackDown Women’s Champion bei Tribute to the Troops 2016

Am 19. Juli 2016 wurde Kaufman im Zuge des WWE Drafts zu SmackDown gedraftet und war somit fester Bestandteil des WWE Main Rosters. Ihren ersten Kampf bei SmackDown Live gewann sie am 9. August 2016 gegen Becky Lynch. Am 4. Dezember 2016 durfte sie bei TLC: Tables, Ladders & Chairs den SmackDown Women’s Championship von Becky Lynch gewinnen.
Am 12. Februar 2017 bei WWE Elimination Chamber verlor sie ihren Titel an Naomi. Nach einem Match gegen Becky Lynch um den vakanten Titel erhielt Kaufman am 21. Februar 2017 bei SmackDown zum zweiten Mal die SmackDown Women’s Championship. Am 2. April 2017 bei Wrestlemania 33 verlor sie ihren Titel in einer Six-Pack-Challenge, in der ebenfalls auch Becky Lynch, Carmella, Mickie James und Natalya involviert waren, an Naomi.

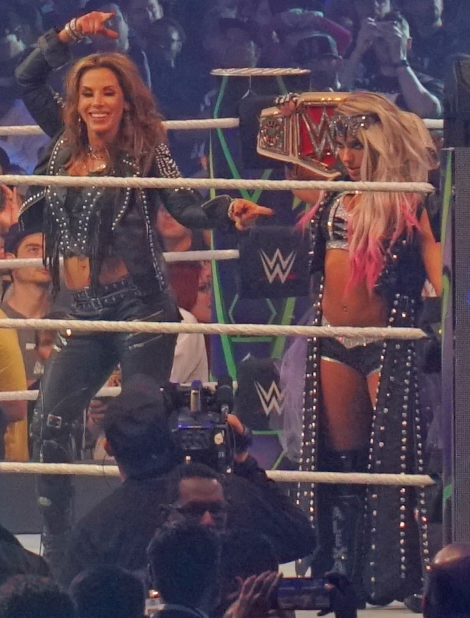
Bliss als Raw Women’s Champion mit Mickie James bei WrestleMania 34, 2018

Am 10. April 2017 im Rahmen des Superstar Shake-up wechselte sie zum Raw-Roster. Am 30. April 2017 beim PPV Payback gewann sie von Bayley den Raw Women’s Championship. Durch diesen Titelgewinn ist sie die erste Wrestlerin in der WWE, welche die Titel von SmackDown und Raw mindestens einmal gewinnen konnte. Am 4. April 2017 beim PPV Extreme Rules konnte Bliss in einem Kendo Stick on a Pole Match ihren Titel erfolgreich gegen Bayley verteidigen. Beim SummerSlam am 20. August 2017 verlor sie den Titel an Sasha Banks. Am 28. August 2017 gewann sie den Titel zurück und ist somit zweifache Championesse bei Raw. Bei Wrestlemania 34 musste sie den Titel an Nia Jax abgeben, erhielt ihn jedoch am 18. Juni 2018 zurück, nachdem sie sich am selben Abend im zweiten Women’s Money In The Bank Match durchsetzen konnte und den dadurch gewonnenen Vertrag umgehend eingelöst hatte. Diese Regentschaft hielt 63 Tage und sie verlor ihren Titel schlussendlich beim Summerslam am 19. August 2018 an Ronda Rousey. Seither schlug sie sich mit vielen Verletzungen herum, weshalb sie selten bei Raw Matches bestreitet und sich eher in Talk Shows wie The Moment of Bliss präsentiert. Zudem war sie der Host von WrestleMania 35. Am 23. Juni 2019 bestritt sie ein Match um die WWE SmackDown Women’s Championship gegen Bayley bei WWE Stomping Grounds, dieses verlor sie jedoch. Am 14. Juli verlor sie erneut mit Nikki Cross ein Match um den Titel, dies war ein 2 on 1 Handicap Match. Am 5. August 2019 gewann Bliss zusammen mit Nikki Cross die WWE Women’s Tag Team Championship von The IIconics Billie Kay & Peyton Royce. Am 11. August 2019 verteidigten sie die Tag Team Titel gegen The IIconics Billie Kay & Peyton Royce beim WWE SummerSlam. Nach 62 Tagen Regentschaft mussten sie die Titel am 6. Oktober 2019 an The Kabuki Warriors Asuka und Kairi Sane abgeben.
Im Rahmen des WWE Drafts wechselte Bliss am 15. Oktober 2019 von Raw zu SmackDown. Am 4. April 2020 gewann sie erneut zusammen mit Nikki Cross die WWE Women’s Tag Team Championship. Hierfür besiegten sie die The Kabuki Warriors Asuka und Kairi Sane. Die Titel mussten sie nach 62 Tagen Regentschaft an Bayley und Sasha Banks abgeben.
Am 12. Oktober 2020 wechselte sie durch den Draft zu Raw. Mit diesem Wechsel begann sie eine Allianz mit „The Fiend“ Bray Wyatt. Es folgte eine Fehde gegen Randy Orton an der auch Bray Wyatt beteiligt war. Dies führte zu einem Firefly-Inferno-Match zwischen Wyatt und Orton bei TLC: Tables, Ladders & Chairs am 20. Dezember 2020, dies konnte jedoch Orton gewinnen. Am 21. März 2021 bestritt sie bei WWE Fastlane ein Match gegen Randy Orton, dieses konnte sie gewinnen, nachdem „The Fiend“ Bray Wyatt zurückkehrte. Am 12. April 2021 trennte sie sich von Bray Wyatt als Mentor und stellte ihre Puppe namens Lilly vor. Es folgte eine Fehde gegen Shayna Baszler und Eva Marie, welche sie gewinnen konnte. Am 26. September 2021 forderte sie Charlotte Flair bei Extreme Rules 2021 um die Raw Women’s Championship heraus. Dieses Match verlor sie jedoch. Nach dem Match wurde ihre Puppe Lilly von Flair zerrissen. Nach diesem Match wurde sie auf eigenen Wunsch aus den Shows geschrieben, um sich einer Operation zu unterziehen. Am 19. Februar 2022 kehrte sie beim WWE Elimination Chamber (2022) zurück. Dort bestritt sie ein Elimination-Chamber-Match, um die nächste Herausforderin für die Raw Women's Championship zu bestimmen, das Match gewann sie jedoch nicht. Am 18. Juli 2022 gewann sie die WWE 24/7 Championship, jedoch verlor sie diesen einige Sekunden später.
Am 31. Oktober 2022 gewann sie zusammen mit Asuka die WWE Women’s Tag Team Championship, hierfür besiegten sie Dakota Kai und Iyo Sky. Die Regentschaft hielt 5 Tage und sie verloren die Titel, schlussendlich am 5. November 2022 bei Crown Jewel zurück an Kai und Sky. Am 8. Februar 2023 wurde verkündet, dass sie sich aus unbekannten Gründen auf unbestimmte Zeit eine Auszeit nehmen wird. Im März 2023 machte Bliss den – bei ihr – diagnostizierten und erfolgreich behandelten Hautkrebs bekannt.
Ende Mai 2023 wurde bekannt, dass Bliss aufgrund ihrer Schwangerschaft weiterhin vom Wrestling pausieren wird.

#### Rückkehr (seit 2025)

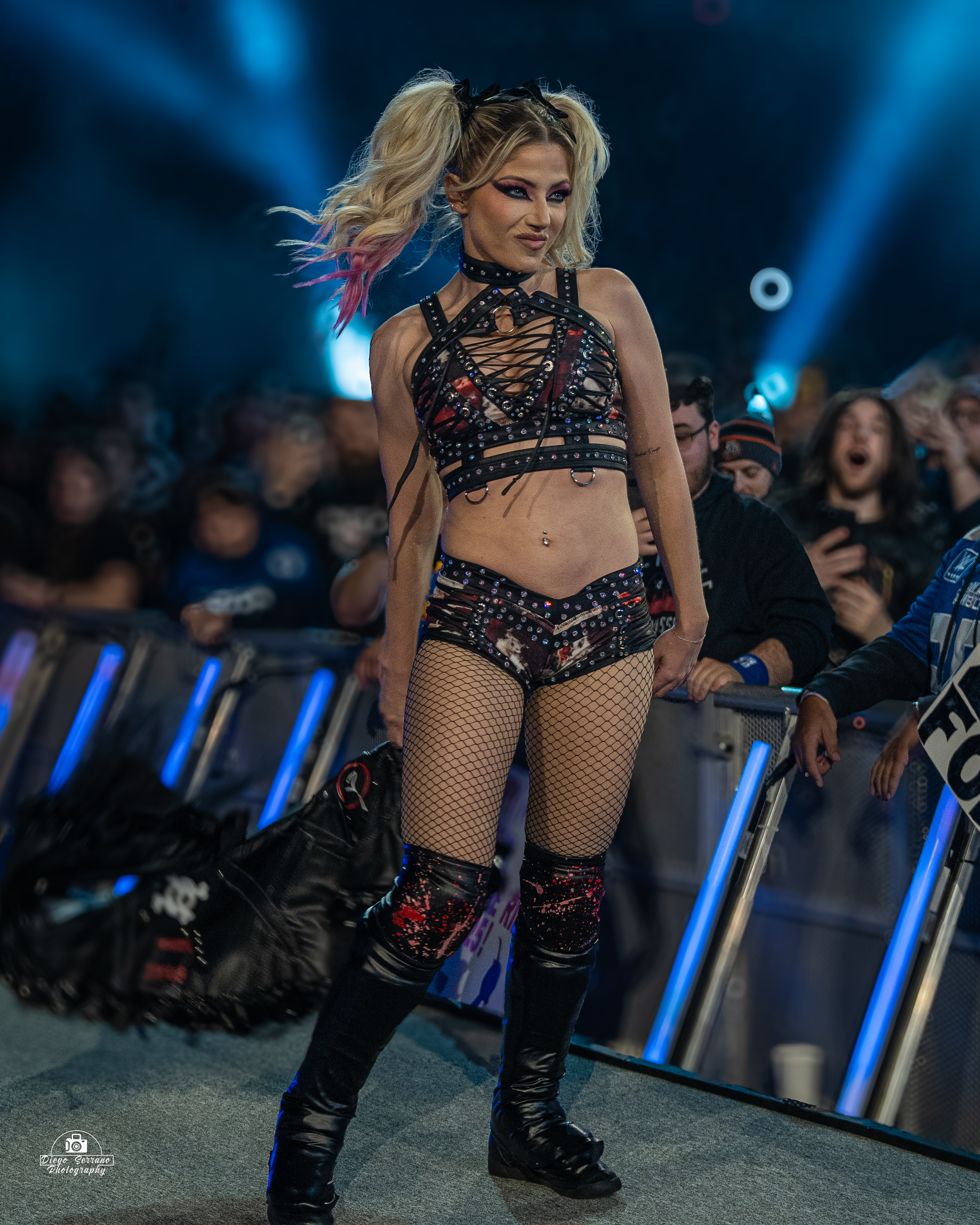
Bliss bei ihrer Rückkehr beim Royal Rumble 2025

Am 1. Februar 2025 kehrte sie überraschend beim Royal Rumble-Match der Frauen zurück, nachdem wochenlang Gerüchte um gescheiterte Vertragsverhandlungen im Internet kursierten.
Am 7. Juni 2025 nahm sie am Money in the Bank-Laddersmatch der Frauen teil, konnte aber nicht gewinnen.
Erfolgreich verlief hingegen ihre Partnerschaft mit Charlotte Flair. Bei Evolution konnten sie die Tag Team-Championship noch nicht gewinnen, doch beim Summerslam 2025 am 2. August besiegten Bliss und Flair die Judgement Day-Mitglieder Raquel Rodriguez und Roxanne Perez. 

### Außerhalb des Wrestlings
Kaufman war mit ihrem ehemaligen Tag-Team-Partner Buddy Murphy verlobt. Im September 2018 beendeten sie jedoch ihre Beziehung und lösten die Verlobung auf. Im Rahmen eines Interviews bestätigte Kaufman ihre Verlobung mit ihrem Lebenspartner Ryan Cabrera. Am 9. April 2022 heirateten beide. Im Mai 2023 gab das Paar bekannt, dass sie zum Dezember 2023 ihr erstes Kind erwarten. 2023 gab sie bekannt an Hautkrebs erkrankt zu sein, als Grund gab sie die langjährige Nutzung von Solariums an.
Im März 2023 nahm Bliss als Axolotl an der neunten Staffel der US-amerikanischen Version von The Masked Singer teil, in der sie den 13. Platz erreichte.

## Titel und Auszeichnungen

### Titel
- 3× WWE Raw Women’s Champion
- 2× WWE SmackDown Women’s Champion
- 4× WWE Women’s Tag Team Champion 2× mit Nikki Cross, 1× mit Asuka und 1× mit Charlotte Flair
- 1× WWE 24/7 Champion

### Auszeichnungen
- 2018: Women’s Money in the Bank Siegerin